# 미니 에스타디
미니 에스타디(카탈루냐어: Mini Estadi, 스페인어: Miniestadi)는 스페인 바르셀로나에 위치한 축구 경기장이었다. 캄 노우와 인접해있다. 평상시는 FC 바르셀로나 B의 경기장으로 사용되었다. 2002년부터 2003년까지는 NFL 유럽의 바르셀로나 드래건스의 연습장으로도 사용되었었다. 또한, 안도라 축구 국가대표팀의 주요 경기 장소이기도 했다.
에스타디 요한 크라위프가 신축되어 2019년 8월 26일에 개장하면서 대체되었다.

## 기록

### 2002년 FIFA 월드컵 유럽 지역 예선
| 날짜            | 팀 1   | 스코어 | 팀 2     | 라운드 |
| --------------- | ------ | ------ | -------- | ------ |
| 2001년 3월 24일 | 안도라 | 0 - 5  | 네덜란드 | 2조    |
| 2001년 3월 28일 | 안도라 | 0 - 3  | 아일랜드 | 2조    |